# Granobrissoides dyscritus
Granobrissoides dyscritus is een zee-egel uit de familie Maretiidae.
De wetenschappelijke naam van de soort werd in 1938 gepubliceerd door Hubert Lyman Clark.